# Saint-Céneré
Saint-Céneré est une ancienne commune française, située dans le département de la Mayenne en région Pays de la Loire, peuplée de 490 habitants.
Elle est intégrée en 2017 à la commune nouvelle de Montsûrs-Saint-Céneré. Depuis le 1er janvier 2019, elle est une commune déléguée de la commune nouvelle de Montsûrs.

## Géographie

### Localisation
La commune fait partie de la province historique du Maine, et se situe dans le Bas-Maine.

## Histoire
Saint Cénéré est un saint local ayant participé à l'évangélisation de la France rurale avec son frère saint Cénéri (le village de Saint-Céneri-le-Gérei existe par ailleurs dans l'Orne). Il était d'origine italienne et s'installa en ermite aux abords de l'Erve où il opérait des miracles. Il aurait notamment eu le don de rendre la vue et faire tomber la fièvre des souffrants. On raconte également qui savait fléchir le ciel, entrait souvent en extase et pénétrait le cœur de ceux qu'il rencontrait.
Il existe un oratoire du même nom proche de Saulges qui se trouve être un lieu touristique et de pèlerinage.
Une légende raconte que, fiévreux et blessé, trois femmes sont passées près de lui ; il demanda à la première un peu de l'hydromel qu'elle transportait, la vieille femme lui proposa d'invoquer saint Méen et s'en alla. La seconde, plus jeune, répondit à la demande de saint Cénéré par une question : « Qui me rendrait ces rayons de miel si je te les donnais ? ». Enfin une jeune fille pauvre, presque une enfant, offrit spontanément ses services au malade. Elle s'en allait invoquer la clémence de la fée verte du pont du gué pour qu'elle ne se noie pas lors des inondations et jeter un bouquet d'églantine, de verveine et de paille de son lit pour favoriser le mariage. Voyant la belle enfant si pure et si naïve, saint Cénéré pria de toute son âme et pleura sur le sol lourd ; alors celui-ci se troua et en jaillit la source de Saint-Cénéré.
Elle aurait pour pouvoir de soigner les malades lorsque son eau serait bue. Les linges ayant servi à soulager les membres meurtris, une fois secs, signifieraient la guérison de la personne.
Le 24 juin 2016, le conseil municipal se prononce en faveur de la fusion de Saint-Céneré avec la commune voisine de Montsûrs pour créer la commune nouvelle de Montsûrs-Saint-Céneré à partir du 1er janvier 2017.
Le 1er janvier 2019, Montsûrs-Saint-Céneré intègre avec trois autres communes la commune de Montsûrs créée sous le régime juridique des communes nouvelles instauré par la loi no 2010-1563 du 16 décembre 2010 de réforme des collectivités territoriales. Les communes de Deux-Évailles, Montourtier et Saint-Ouën-des-Vallons deviennent des communes déléguées, celles de Montsûrs (commune déléguée) et Saint-Céneré conservent ce statut et Montsûrs est le chef-lieu de la commune nouvelle.

## Population et société

### Démographie
L'évolution du nombre d'habitants est connue à travers les recensements de la population effectués dans la commune depuis 1793. À partir du 1er janvier 2009, les populations légales des communes sont publiées annuellement dans le cadre d'un recensement qui repose désormais sur une collecte d'information annuelle, concernant successivement tous les territoires communaux au cours d'une période de cinq ans. 
Pour les communes de moins de 10 000 habitants, une enquête de recensement portant sur toute la population est réalisée tous les cinq ans, les populations légales des années intermédiaires étant quant à elles estimées par interpolation ou extrapolation. Pour la commune, le premier recensement exhaustif entrant dans le cadre du nouveau dispositif a été réalisé en 2008,.
En 2021, la commune comptait 490 habitants, en évolution de −6,84 % par rapport à 2015 (Mayenne : +0,72 %, France hors Mayotte : +2,49 %).
| 1793 | 1800 | 1806 | 1821 | 1831 | 1836 | 1841 | 1846 | 1851 |
| ---- | ---- | ---- | ---- | ---- | ---- | ---- | ---- | ---- |
| 901  | 846  | 861  | 868  | 878  | 878  | 874  | 892  | 930  |

| 1856 | 1861 | 1866 | 1872 | 1876 | 1881 | 1886 | 1891 | 1896 |
| ---- | ---- | ---- | ---- | ---- | ---- | ---- | ---- | ---- |
| 925  | 892  | 893  | 816  | 800  | 776  | 787  | 755  | 728  |

| 1901 | 1906 | 1911 | 1921 | 1926 | 1931 | 1936 | 1946 | 1954 |
| ---- | ---- | ---- | ---- | ---- | ---- | ---- | ---- | ---- |
| 703  | 727  | 702  | 614  | 589  | 544  | 552  | 572  | 532  |

| 1962 | 1968 | 1975 | 1982 | 1990 | 1999 | 2008 | 2013 | 2018 |
| ---- | ---- | ---- | ---- | ---- | ---- | ---- | ---- | ---- |
| 490  | 431  | 421  | 406  | 434  | 459  | 436  | 503  | 473  |

| 2019 | - | - | - | - | - | - | - | - |
| ---- | - | - | - | - | - | - | - | - |
| 471  | - | - | - | - | - | - | - | - |

## Économie
- Téqui, éditeur.

## Culture locale et patrimoine

### Lieux et monuments
- Château de la Ducherie
- Château des Étoyères

### Personnalités liées à la commune
- Charles Théophile de Plazanet (1821-1892), militaire et homme politique français, député de la Mayenne de 1885 à 1892.